# Noel Rodrigues Moreira
Noel Rodrigues Moreira (Roncador, 4 de maio de 1972), é um jogador profissional de sinuca brasileiro.
Entre seus principais títulos e conquistas, estão: campeão sul-americano invicto (1999), Octa-campeão brasileiro, 17 vezes Campeão da Copa Brasil, 17 vezes campeão paranaense e bicampeão dos Jogos Abertos do Paraná.
Em 1998 entrou para o Guiness Book por ter conseguido a pontuação perfeita em uma partida com regras da sinuca inglesa (75 pontos de 75 possíveis), jogando com seis bolas vermelhas, em torneio que aconteceu em Vitória da Conquista.
Divide seu tempo entre participar de torneios, apresentar exibições e cuidar de seu Snooker Bar, localizado na Praça Osório, no centro da cidade de Curitiba.
Noel já representou o Brasil na copa do mundo de snooker na Tailândia em julho de 2011
Em 2011 também representou o Brasil no Brazil masters de snooker no costão do santinho em Sc com os 14 melhores do mundo no snooker jogo Noel x Hendry. Em 2014 Noel reapresentou o Brasil no mundial de snooker IBSF master 40 na Índia. Em 2017 Noel representou o Brasil no mundial de snooker Master 40 em Doha no Catar

## Carreira
Natural de Roncador, cidade do interior do Paraná, Noel viveu sua infância e adolescência sem um futuro certo. Trabalhador, ajudava sua família com a lavoura desde cedo. Aos 17 anos, em 1989, decide tentar a vida em Curitiba, com a esperança de encontrar um trabalho que lhe desse melhores condições para viver. Seu primo, o "Carioca", arranjou-lhe um emprego no seu salão de sinuca, localizado na Praça Tiradentes. Foi ali então que Noel, durante seu expediente, começava a dar suas primeiras tacadas.
Carioca, ao ver Noel jogando nas horas vagas, incentivou-o a participar de um campeonato. Em Setembro de 1991, Noel então estava inscrito no primeiro torneio de sua vida: a primeira etapa do Circuito Paranaense de Sinuca. Noel, o novato daquela competição, surpreendeu todos os competidores e se sagrou campeão daquela etapa. Porém, não teve o mesmo sucesso nas duas etapas seguintes, acabando o campeonato em quarto lugar.
Foi então que Noel teve o desejo de iniciar uma carreira no ramo. Com o apoio dos amigos, passou a investir na sinuca, treinando diariamente. De 1992 a 2011, disputou mais de 300 torneios e circuitos de sinuca, englobando quatro categorias: Regra Inglesa, Regra Brasileira, Nine Ball e 8 ball. Chamou atenção por onde passou, pela sua tranquilidade nas horas decisivas e pela sua precisão nas tacadas.

## Títulos
- 15 Vezes Campeão Paranaense: 1992, 1994, 1995, 1996, 1997, 1999, 2000, 2002, 2003, 2004, 2005, 2008, 2009, 2010 e 2011;2013, 2017
- 1993 - Campeão Interestadual Clube Indiano - SP;
- 1993 - Campeão Interestadual de Juiz de Fora - MG;
- 1993 - Vice-Campeão Interestadual de Volta Redonda - RJ;
- 1993 - Vice-Campeão Parananense - Clube Curitibano - Curitiba - PR;
- 1994 - Campeão dos Campeões TV Manchete - Campos do Jordão - SP;
- 1994 - Vice-Campeão Interestadual de Campos - RJ;
- 1994 - Campeão Interestadual de Volta Redonda - RJ;
- 1994 - Campeão do desafio Paraná X Santa Cataria - Lages - SC;
- 1995 - Campeão Interestadual da Taça Diamante - Prêmio Veículo Gol 0 km - Campo Mourão - PR;
- 1995 - Vice-Campeão Interestadual de Teresópolis - Granja Comary - RJ;
- 1995 - Campeão do Ano do Clube Círculo Militar do Paraná - Curitiba - PR;
- 1995 - Medalha de Ouro dos Jogos Abertos do Paraná - Campo Mourão - PR;
- 1996 - Bicampeão dos Jogos Abertos do Paraná - Clube Snooker 277 - Londrina - PR;
- 1996 - Vice-Campeão Brasileiro - Prêmio Veículo Uno Mille 0 km - Pousada do Rio Quente - GO;
- 1996 - Campeão do Desafio Paraná X Rio Grande do Sul - Porto Alegre - RS;
- 1997 - Vice-Campeão da 2ª Copa Brasil de Santos - Clube Regatas - SP;
- 1997 - Campeão da 2ª Copa Petrópolis de Sinuca - Clube Petropolitano - RJ;
- 1998 - Vice-Campeão da 1ª Copa Brasil de Sinuca de Itajaí - Centro de Eventos Marejada - SC;
- 1999 - Campeão (invicto) Sul Americano de Snooker (15 bolas vermelhas) no Clube Del Union em Lima no Peru;
- 1999 - Vice-Campeão da 1ª Copa Praia Clube de Uberlândia - MG;
- 2000 - Campeão (invicto) da 2ª Copa Brasil de Petrópolis - Clube Petropolitano - RJ;
- 2000 - Campeão (invicto) da 1ª Copa Nacional de Nova Iguaçu - Bachada Fluminense - RJ;
- 2000 - Campeão (invicto) Brasileiro de Sinuca - Pousada do Rio Quente - GO;
- 2001 - Campeão (invicto) Interestadual de Campo Grande - Clube Libanês - MS;
- 2001 - Campeão do Desafio Sul X Nordeste na AABB de Recife - PE;
- 2002 - Campeão (invicto) da Copa Ouro de Sinuca na BandSports - Estúdio TV Bandeirantes SP;
- 2003 - Campeão da Copa Nacional de Ponte Nova - MG;
- 2003 - 3º Colocado na Copa Brasil de Sinuca na BandSports - Estúdio TV Bandeirantes - SP;
- 2003 - Campeão da Copa Brasil de Uberlândia - Praia Clube - MG;
- 2003 - Campeão Paranaense Interclubes pela Equipe Clube Curitibano;
- 2004 - Vice-Campeão do Tati Snooker - SP;
- 2005 - Vice Campeão Brasileiro de 2005 - Brasília - DF;
- 2005 - Vice-campeão no I Campeonato Interestadual de Sinuca - Cachoeira do Itapemirim -ES;
- 2006 - Campeão do Interestadual de Passo Fundo - Clube Passofundense - RS;
- 2006 - Campeão da I Copa Interestadual de Caldas Nova - Ginásio de Eventos - GO;
- 2006 - Campeão Brasileiro 2006 no Shopping Venâncio 2000 em Brasília - DF;
- 2006 - Campeão do Desafio Paraná X Minas Gerais - Noel e Igor - Catuaí Shopping - Londrina - PR;
- 2008 - Campeão do Desafio Regra Internacional - Iate Clube - RJ;
- 2008 - Campeão Paranaense de Nine Ball - Santa Mônica Clube de Campo - Curitiba - PR;
- 2008 - Campeão Paranaense Individual no Palácio de Cristal do Círculo Militar do Paraná - Curitiba - PR;
- 2009 - Campeão Desafio Brasil X Alemanha - Marina Clube - RJ;
- 2009 - Bicampeão Paranaense de Nine Ball - Santa Mônica Clube de Campo - Curitiba - PR;
- 2009 - Campeão Paranaense de Eight Ball - Santa Mônica Clube de Campo - Curitiba - PR;
- 2009 - Campeão Copa Nacional - Shopping Conquista Sul - Vitória da Conquista - BA;
- 2009 - Vice-Campeão Copa Nacional no Shopping Buriti - Aparecida de Goiás - GO;
- 2009 - Campeão do Desafio Ponto da Sinuca de Bola 9 - Santa Mônica Clube de Campo - Curitiba - PR;
- 2009 - Vice-Campeão Brasileiro no Palácio de Cristal do Círculo Militar do Paraná - Curitiba - PR;
- 2009 - Campeão da Copa Aniversário de 20 Anos da Federação Paranaense de Sinuca e Bilhar - Curitiba - PR;
- 2010 - Campeão do Campeonato Interestadual na AABB - Troféu The Best - Recife - PE;
- 2010 - 4º Colocado na Copa Nacional de Anápolis - Park Shopping Brasil - GO;
- 2010 - Campeão Paranaense Individual de Snooker - Círculo Militar do Paraná - Curitiba - PR;
- 2010 - Campeão Brasileiro Individual de Snooker - Shopping Via Sul - Fortaleza - CE;
- 2011 - Campeão Paranaense Individual de Snooker - Praça Oswaldo Cruz - Curitiba - PR;

## Informação complementar
- Em 1994, 1997 e 2000 - 1.º lugar do Ranking Brasileiro de Sinuca.
- No ano de 1996 recebeu o Prêmio Atleta do Ano AFEDAP em Curitiba-PR, evento realizado na Ópera de Arame.
- No ano de 1998 teve seu nome registrado no Guiness Book por obter o maior número de pontos (75) em uma partida de Regra Internacional com 6 vermelhas.
- No ano de 1999 foi capa da Revista do Clube Curitibano.
- No ano de 2002 foi eleito Atleta Espetacular do Desafio do Esporte Espetacular da Rede Globo.
- No ano de 2003 fez a tacada mais rápida na Copa Brasil de Sinuca do canal BandSports, "trancando" uma partida em 02'20".
- No ano de 2003 realizou a maior tacada na Copa do Brasil de Sinuca do BandSports, com 106 pontos.
- Já participou de campeonatos em 6 países e 13 estados brasileiros.
- Já soma mais de 230 troféus, conquistados ao longo de sua carreira.